# Dream of the Rarebit Fiend
Dream of the Rarebit Fiend è un fumetto a strisce giornaliere realizzato da Winsor McCay e pubblicato negli Stati Uniti d'America dal 10 settembre 1904 sul Evening Telegram edito dal New York Herald e firmata con lo pseudonimo di Silas. Fu la seconda striscia di successo di McCay, dopo Little Sammy Sneeze del 1904. In questa serie esordì il personaggio protagonista della successiva serie dello stesso autore, Little Nemo. Dalla serie a fumetti furono tratti alcuni cortometraggi cinematografici.

## Trama

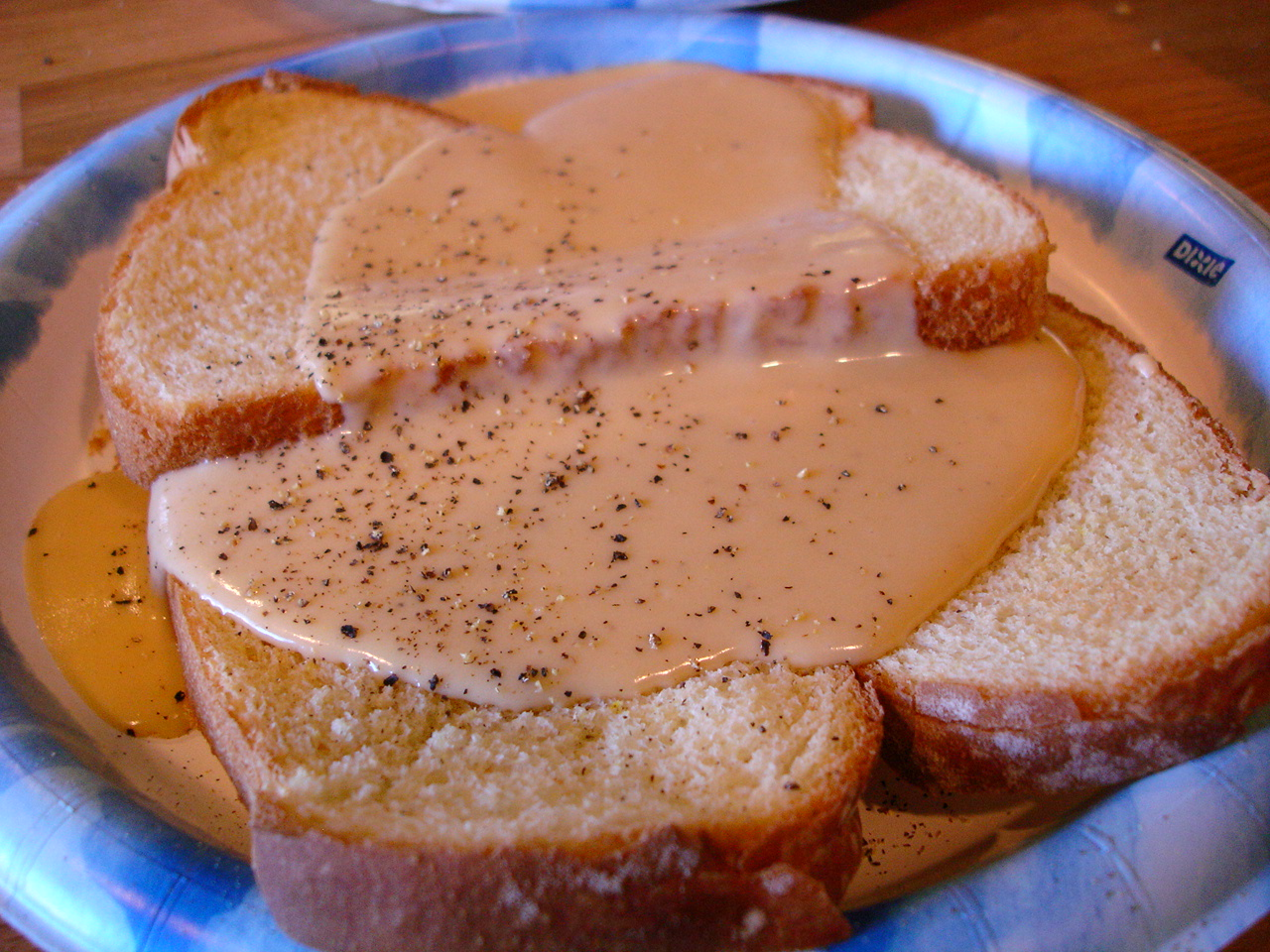
Welsh Rarebit

La traduzione di Dream of the Rarebit Fiend in italiano, Sogni di un divoratore di crostini, non rende bene l'idea. I rarebit, conosciuti anche come Welsh rarebit, sono dei crostini inzuppati di formaggio fuso e sono, soprattutto per l'epoca, una leccornia che crea una compulsione a mangiare fino all'indigestione che porta alla creazione durante il sonno di Fiend (demone in Inglese) cioè demoni (come gli "Incubi", demoni latini del sonno), gli incubi che assalgono il povero malcapitato della striscia durante la notte.
La striscia non ha personaggi fissi, ma segue un copione nel quale il protagonista casuale della striscia si trova durante il sonno, catapultato in un incubo/sogno per le vignette della pagina: una situazione drammatica, ridicola o strana e talvolta inquietante ma nell'ultima vignetta della striscia si sveglia e si rende conto che si è trattato solo di un sogno, la cui causa deriva dal fatto di aver mangiato prima di andare a letto i famosi rarebit gallesi.
La base di questa striscia e cioè il mangiar pesante, il sonno, i sogni, il risveglio saranno di base a Winsor McCay per la creazione del suo capolavoro più famoso: Little Nemo.

Le storie hanno un intento umoristico, ma nascondono spesso un messaggio di natura morale.

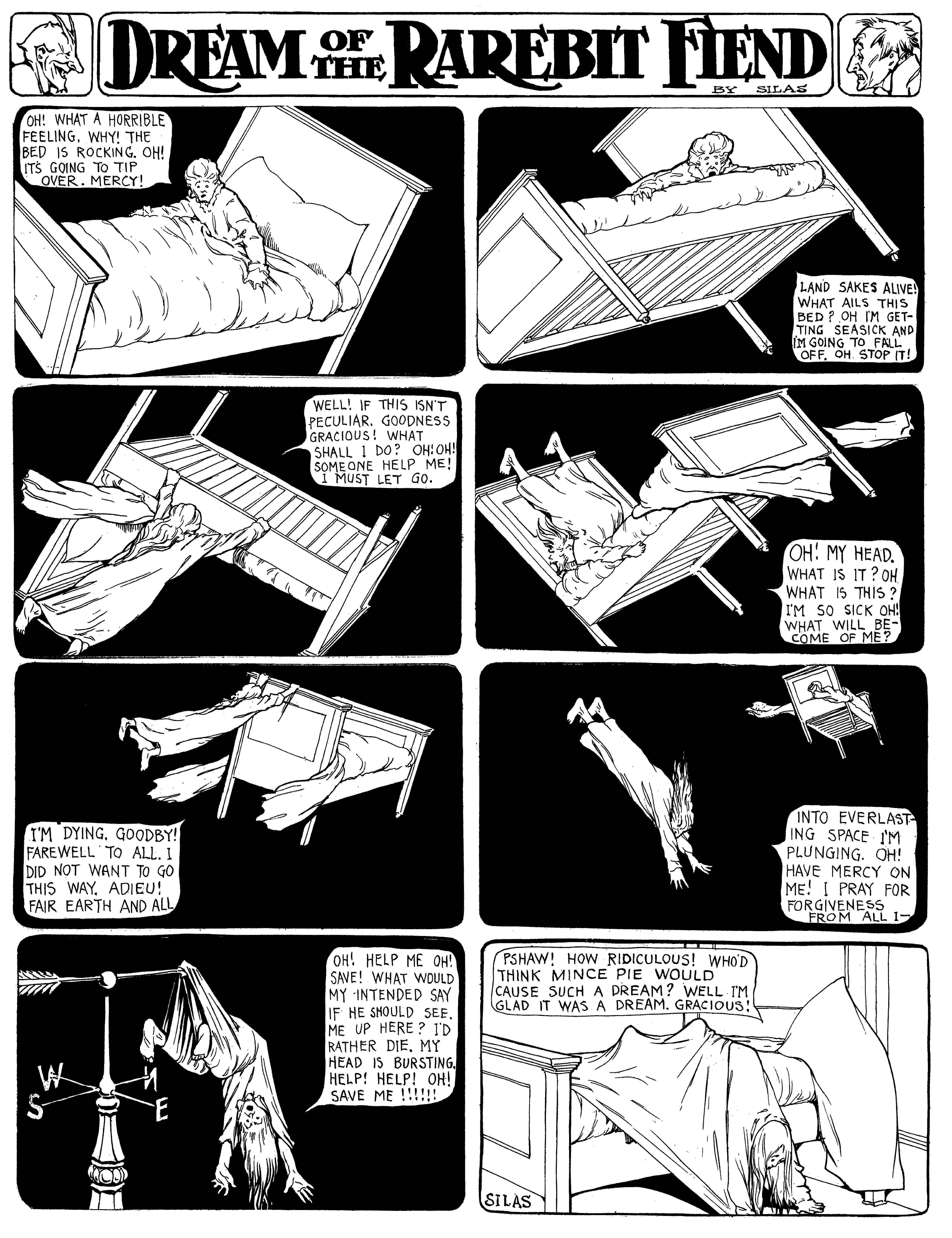
Dream of the Rarebit Fiend del 28 gennaio del 1905

## Storia editoriale
La striscia fu pubblicata su vari giornali e per periodi alternati sul New York Evening Telegram dal 10 settembre 1904 al 24 giugno del 1911 e sul New York Herald dal 19 gennaio 1913 al 3 agosto del 1913. Dal 1923 al 1925, la striscia fu ripresa con il titolo di Rarebit Reveries, anche se firmata da "Robert Winsor McCay Jr." (Figlio di McCay), le strisce sembrano essere di Winsor McCay, con la possibile eccezione del lettering. McCay aveva firmato con il nome del figlio altri suoi lavori. Solo sette strisce di Rarebit Reveries sono note.
Le strisce di Dream of the Rarebit Fiend sono state pubblicate da alcuni giornali e in modo saltuario in Italia. Sono degne di nota le raccolte sulla strisce una dell'editore Lo Vecchio con il titolo Italianizzato Sogni di un divoratore di crostini e quella dell'editore Free Books, intitolata Dream of the rarebit fiend, sogni di un maniaco dei crostini gallesi.

## Altri media
Dalla striscia fu preso il soggetto per il film del 1906 Dream of a Rarebit Fiend di Edwin Stanton Porter. Nel 1921 furono realizzati altri cortometraggi basati sulla striscia:
- Dreams of the Rarebit Fiend: Bug Vaudeville
- Dreams of the Rarebit Fiend: The Pet
- Dreams of the Rarebit Fiend: The Flying House

## Note

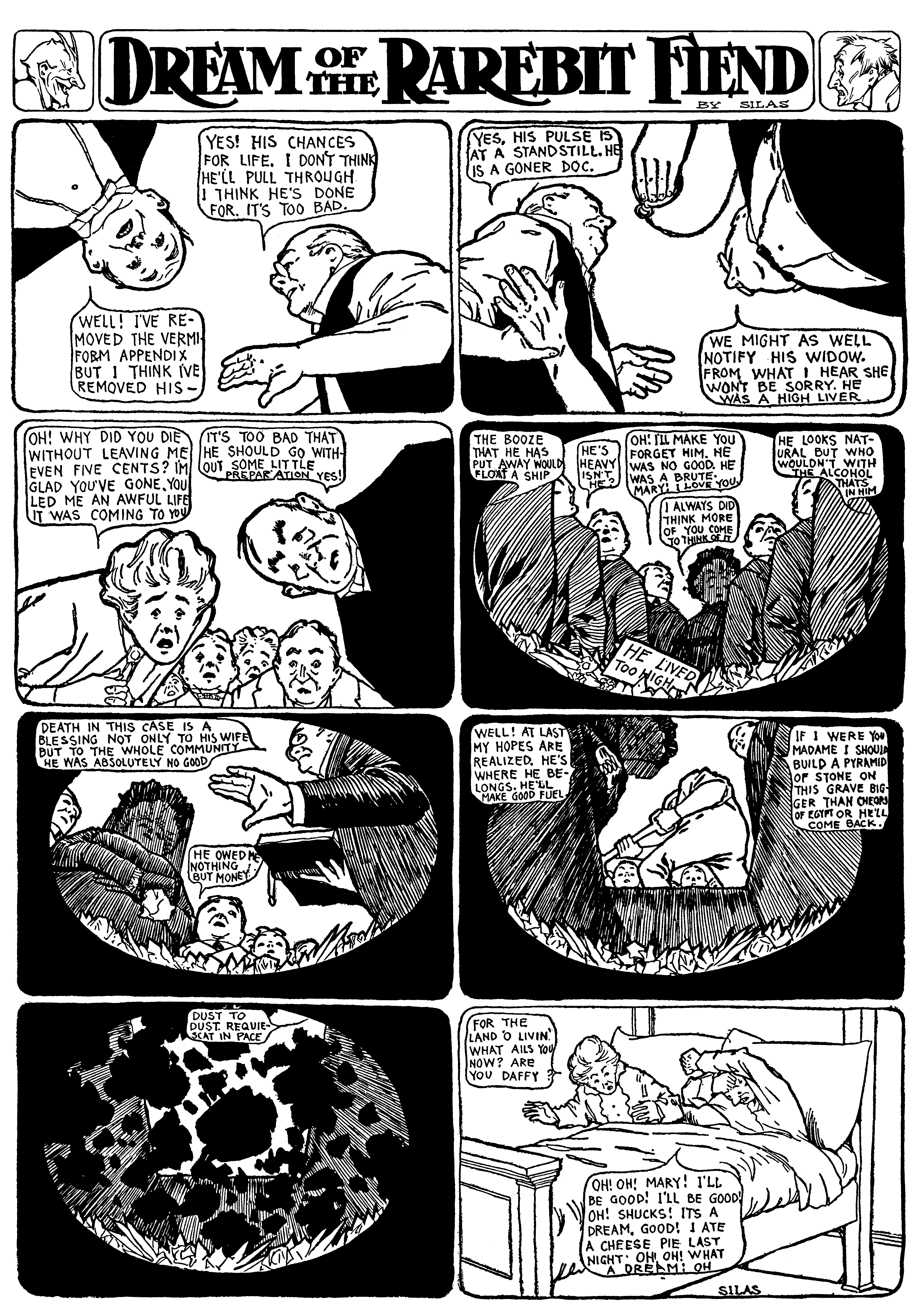
Dream of the Rarebit Fiend del 25 febbraio 1905